# Niżnia Zwalista Szczerbina

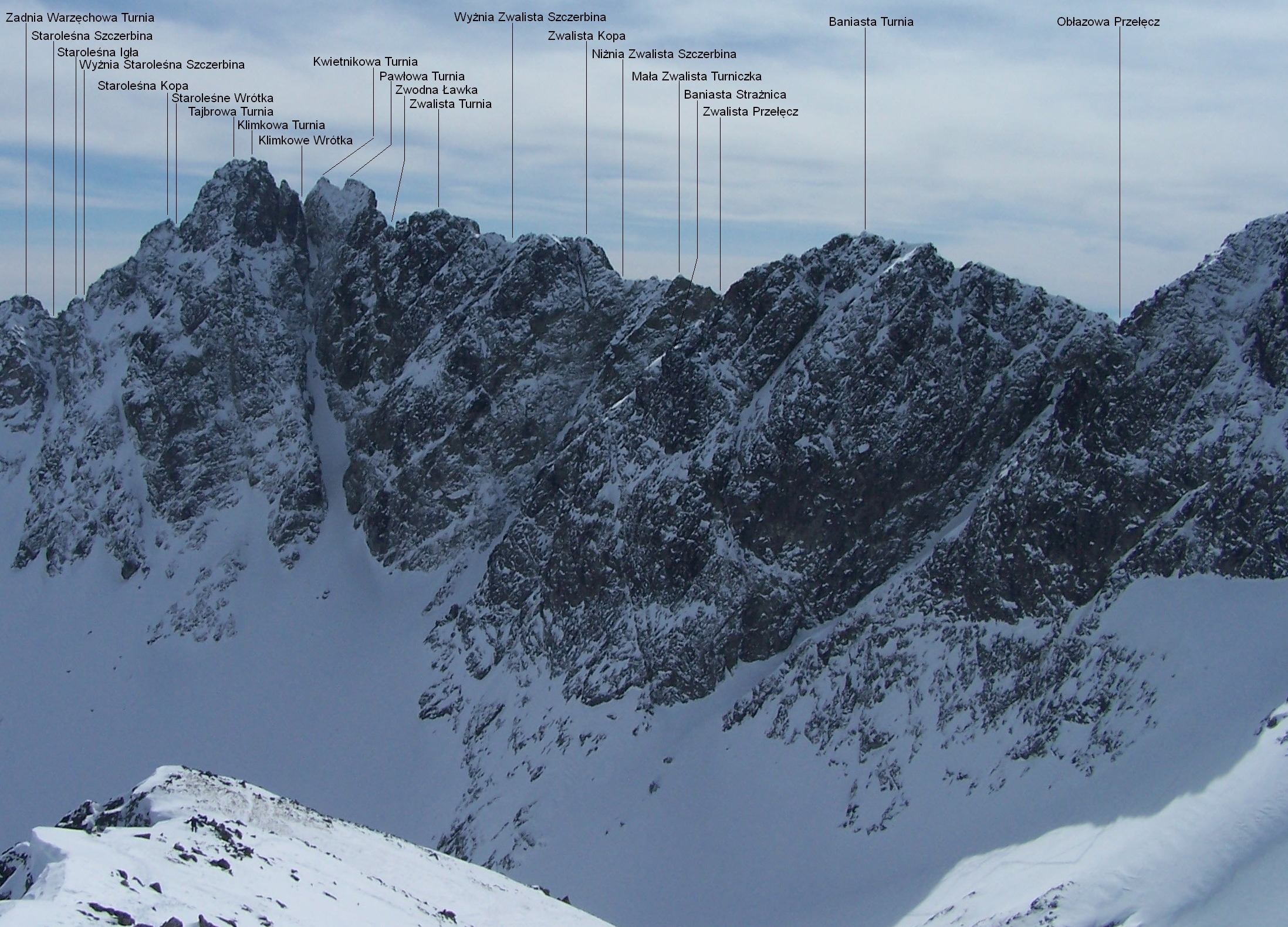
Widok ze Świstowego Szczytu

Niżnia Zwalista Szczerbina (słow. Nižná Weszterova štrbina, niem. Untere Weszter-Scharte, węg. Alsó-Weszter-csorba) – płytka przełęcz w słowackich Tatrach Wysokich, w bocznej grani odchodzącej na południowy wschód od Małej Wysokiej. Oddziela Zwalistą Turniczkę od Zwalistej Kopy (2420 m). W kierunku południowo-wschodnim, do Kotliny pod Rohatką opada z niej płytki żleb, poniżej ściany Zwalistej Turniczki łączący się z podobnym żlebem spod Zwalistej Przełęczy. Stoki południowo-zachodnie opadają do Zadniej Doliny Wielickiej.
Przez przełęcz nie wiodą żadne znakowane szlaki turystyczne. Polskie nazewnictwo turniczki pochodzi od Zwalistej Turni, natomiast nazwy niemiecka, słowacka i węgierska zostały nadane na cześć Paula Wesztera, który w 1888 r. wraz ze swymi szwagrami założył miejscowość Tatrzańska Polanka.

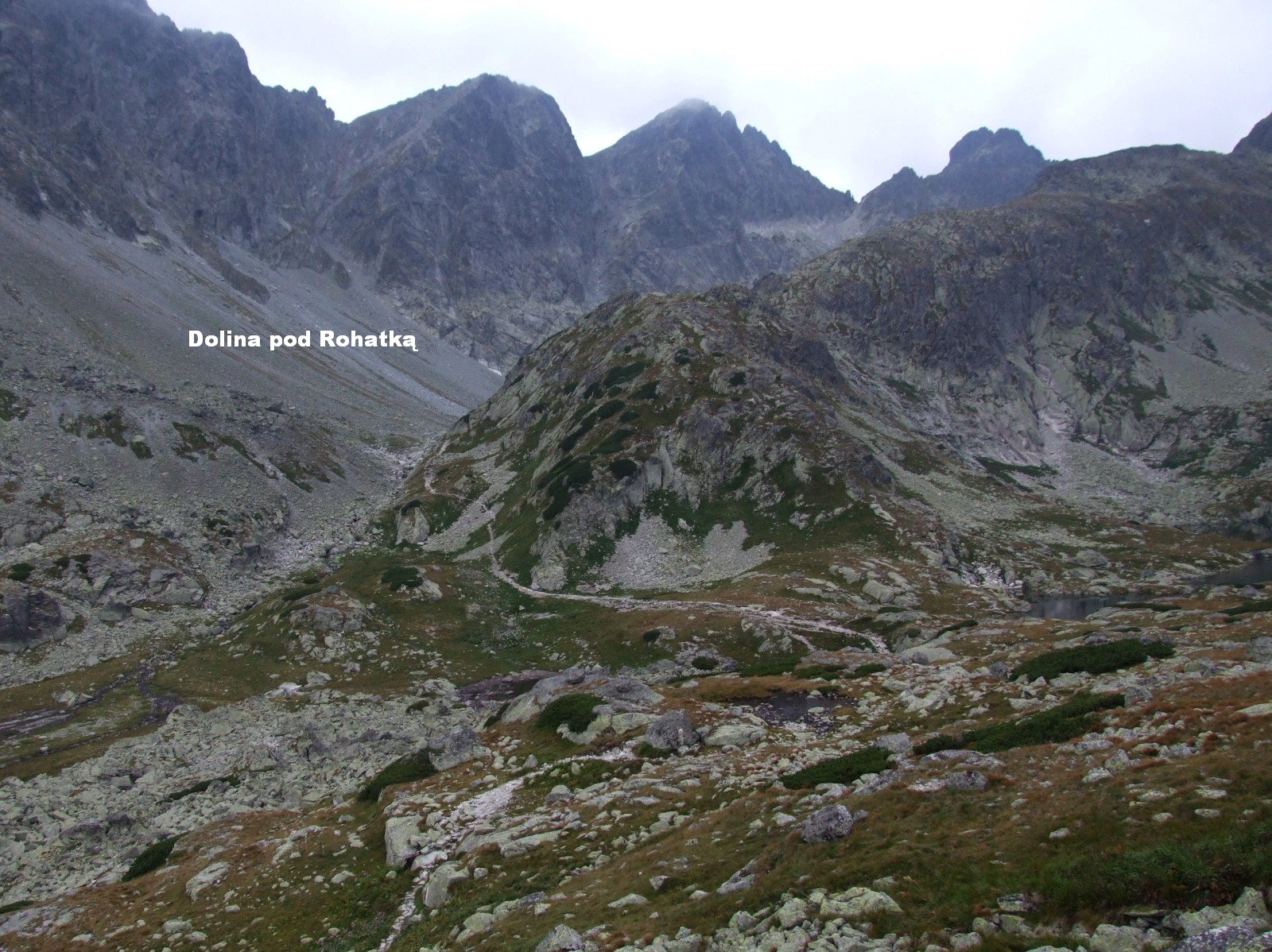
Widok na Zwalistą Turniczkę z Doliny Staroleśnej